# 뒤르뷔

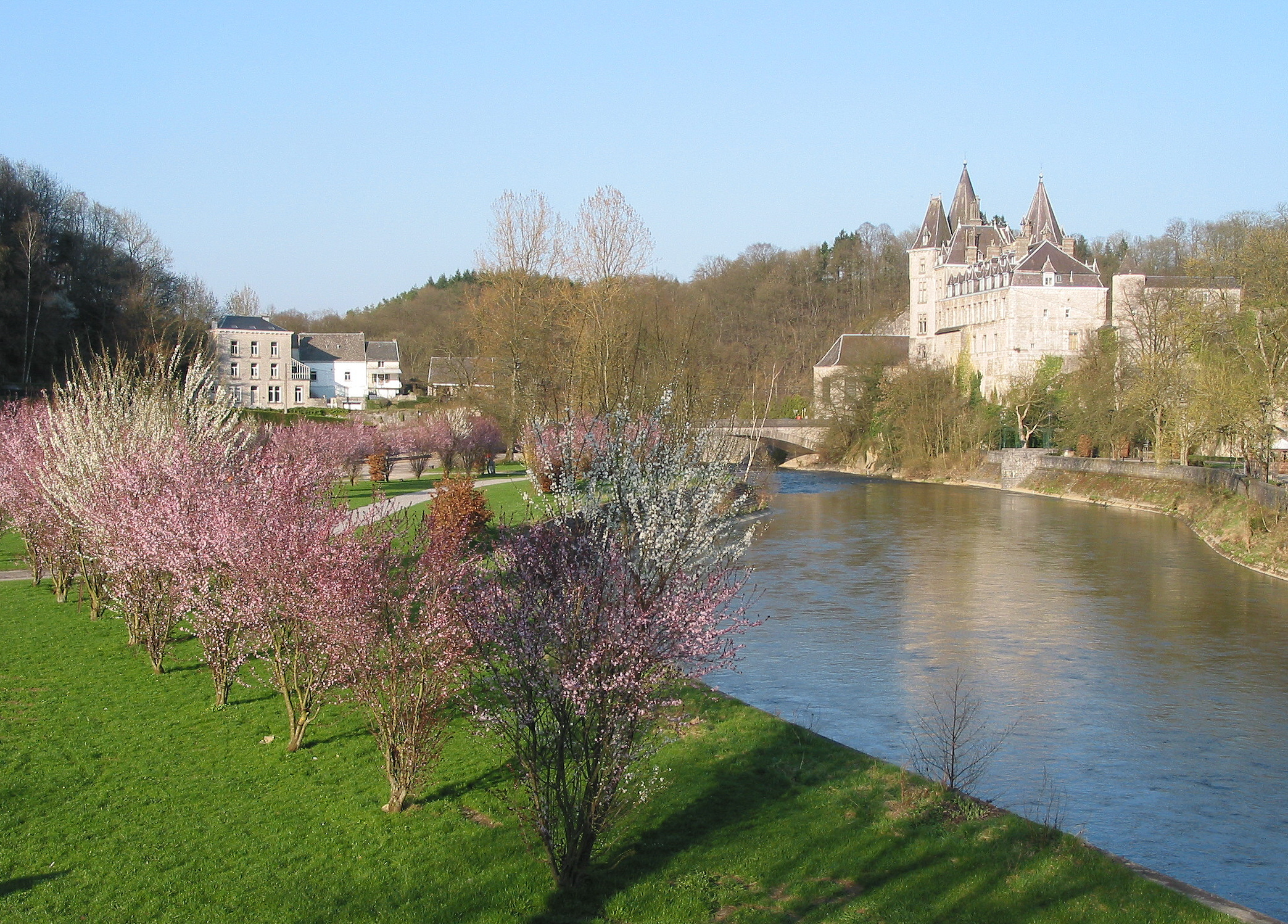
뒤르뷔

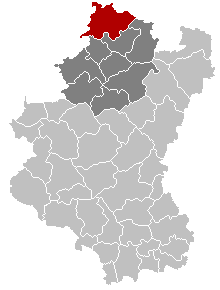
뒤르뷔의 위치

뒤르뷔(프랑스어: Durbuy)는 벨기에 왈롱 뤽상부르주에 위치한 도시로 면적은 156.61km2, 인구는 11,374명(2020년 기준), 인구 밀도는 72명/km2이다.

시 문장